# 3e division de garde (armée impériale japonaise)
La 3e division de garde (近衛第3師団, Konoe Dai-ni Shidan) de l'armée impériale japonaise est formée en avril 1944 à partir des 8e, 9e, et 10e régiments de garde et est stationnée au Japon pour la défense nationale durant la Seconde Guerre mondiale.
Elle est composée des :
- 8e régiment d'infanterie de garde
- 9e régiment d'infanterie de garde
- 10e régiment d'infanterie de garde